# 홍준보
홍준보(1981년 11월 20일~)는 대한민국의 가수, 배우이다.

## 학력
- 계명대학교 국제학부 졸업

## 음반
- 2014년 산소같은 여자야
- 2017년 물음표만 남기고
- 2020년 홍도야
- 2024년 터미널에서

## 수상
- 2014년 제20회 대한민국연예예술상 연예예술발전공로상
- 2015년 제21회 대한민국연예예술상 성인가요 신인상
- 2023년 2023 한국을 빛낸 자랑스러운 한국인 100인 대상 성인가요부문 트로트 신인가수상